# 6781 Sheikhumarrkhan
6781 Sheikhumarrkhan è un asteroide della fascia principale. Scoperto nel 1990, presenta un'orbita caratterizzata da un semiasse maggiore pari a 2,6286179 au e da un'eccentricità di 0,2464207, inclinata di 11,87121° rispetto all'eclittica.
L'asteroide era stato inizialmente battezzato 6781 Sheikumarkahn per poi essere corretto nella denominazione attuale.
L'asteroide è dedicato al virologo sierraleonese Sheik Umar Khan.